# Río Sosa
El río Sosa es un río de España, que nace en la comarca de La Litera, en la sierra de la Carrodilla, y atraviesa Peralta de la Sal, Azanuy, Almunia de San Juan, Alins del Monte, San Esteban de Litera y Monzón; lugar donde se encuentra su desembocadura. Tiene dos fuentes, en Gabasa y en Calasanz.

## Historia

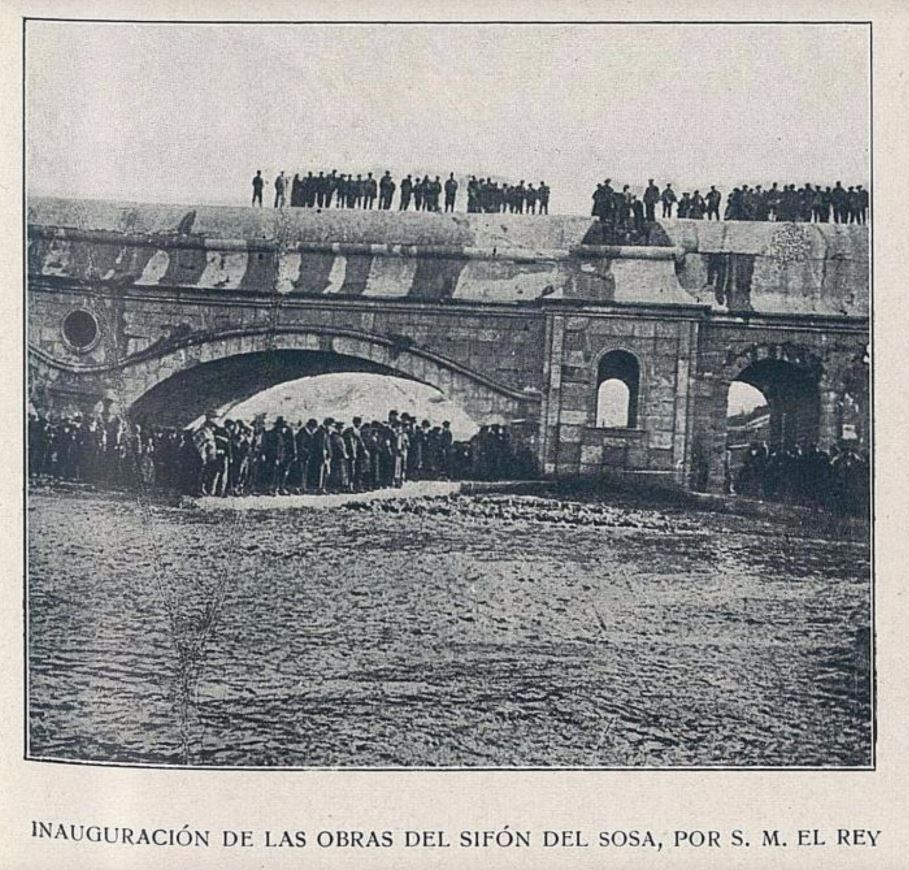
Inauguración de las obras del sifón de Sosa por Alfonso XIII

Aparece descrito en el decimocuarto volumen del Diccionario geográfico-estadístico-histórico de España y sus posesiones de Ultramar de Pascual Madoz con las siguientes palabras:

SOSA (la): r. en la prov. de Huesca, part. jud. de Barbastro; tiene su origen al S. del pueblo de Gavasa, en donde riega algunos huertos é impulsa las ruedas de un molino harinero; pasa al térm. de Calasanz y al de Zurita, dejando á este á su izq., y aquel á su der., y continua su curso á Peralta de la Sal atravesando la pobl., en la cual aprovehcan sus aguas para regar algunos huertos y dar impulso á dos molinos; sigue por la izq. del l. de San Estéban de Litera, en donde se le une un riach. que nace en el térm. de Alins; impulsa tambien aqui dos molinos, y sirve para riego, y continúa á los térm. de la Almunia de San Juan, que fertiliza en gran parte, y va á desaguar en el Cinca cerca de Monzon, regando su huerta y sirviendo al movimiento de varios molinos; desde su origen al desagüe tendrá 4 leg. de estension.
(Madoz, 1849, p. 509)

Pasan por encima de él, el Canal de Aragón y Cataluña por medio de un impresionante sifón proyectado y ejecutado por el ingeniero de caminos José Eugenio Ribera. Este sifón se inauguraba el 3 de marzo de 1906 por el rey Alfonso XIII y fue en su época el mayor sifón del mundo.

## Puentes
Monzón tiene siete puentes para cruzar el río Sosa:
- puente viejo: es el más importante, ya que daba paso a un camino romano.Junto a este puente en la Edad Media había un hospital al que acudían peregrinos y enfermos, y un convento de clarisas desde el siglo XVII. Fue destruido durante la Guerra de Secesión y una avenida del Sosa en 1724 lo dejó inservible. Al terminar la reparación el puente se quedó con tres arcos, construido de ladrillo y basamento de piedra; aunque en 1966 se tapó el tercer ojo para ensanchar la avenida de Lérida.En la actualidad tras reabrir el anterior ojo cegado, se ha procedido a la recuperación integral del puente.
- puente del ferrocarril;
- puente nuevo, en la calle Juan de Lanuza;
- puente de la calle Cortes de Aragón;
- puente de la carretera a Fraga;
- puente de la Variante (Autovía A 22);
- puente moderno (frente al hotel Vianneto).

## La Peñeta Blanca
En una senda muy estrecha por el camino del Sosa se encuentra la Peñeta Blanca. Esta es una piedra de arenisca que está recubierta de salitre (capa blanca) Entre ella y algunas piedras se encuentran sus aguas y se forma una balsa. Para poder subir a ella hay un camino.

## Fauna
Durante el recorrido del río Sosa hay un bonito y amplio número de especies. 

### Vertebrados
Conejos, rabosas y ardillas. 
Aves: águilas, alimoches (en los acantilados), cernícalos, pájaros carpinteros, oropéndolas, urracas (entre los chopos), lavanderas, gorriones, cigüeñas, y números pajarillos en las cercanías y carrizales de los pueblos.
También hay sapos, renacuajos y ranas ( en los remansos) y culebras bastardas. El cangrejo suele esconderse más y encontrarse en las acequias. 

### Invertebrados
Insectos como mariposas, escarabajos, avispas, zapateros ( en los charcos), abejas y muchos tipos de arañas.

## Enlaces externos

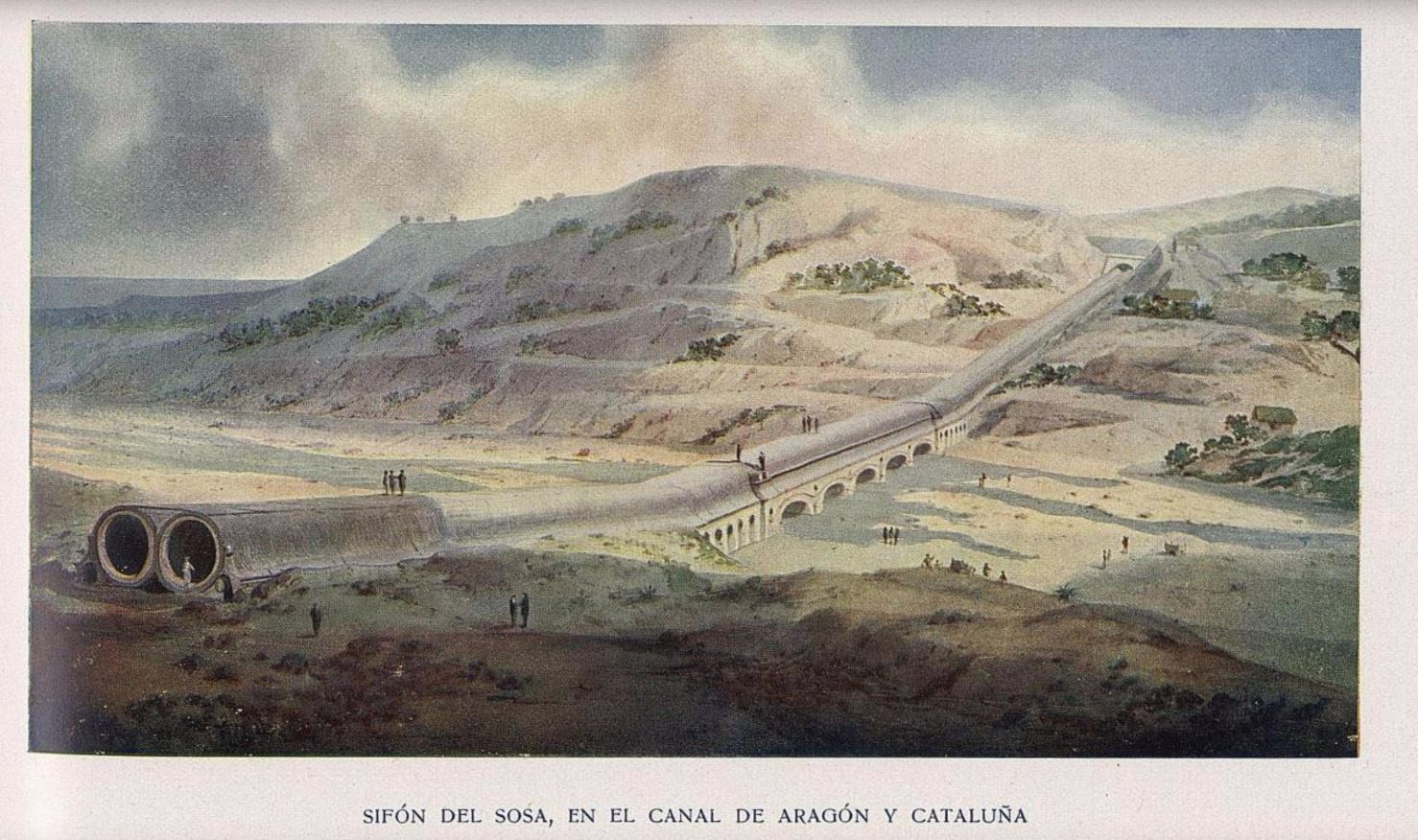
Sifón de Sosa según dibujo del catálogo de José Eugenio Ribera